# Jasmina Djapanovic

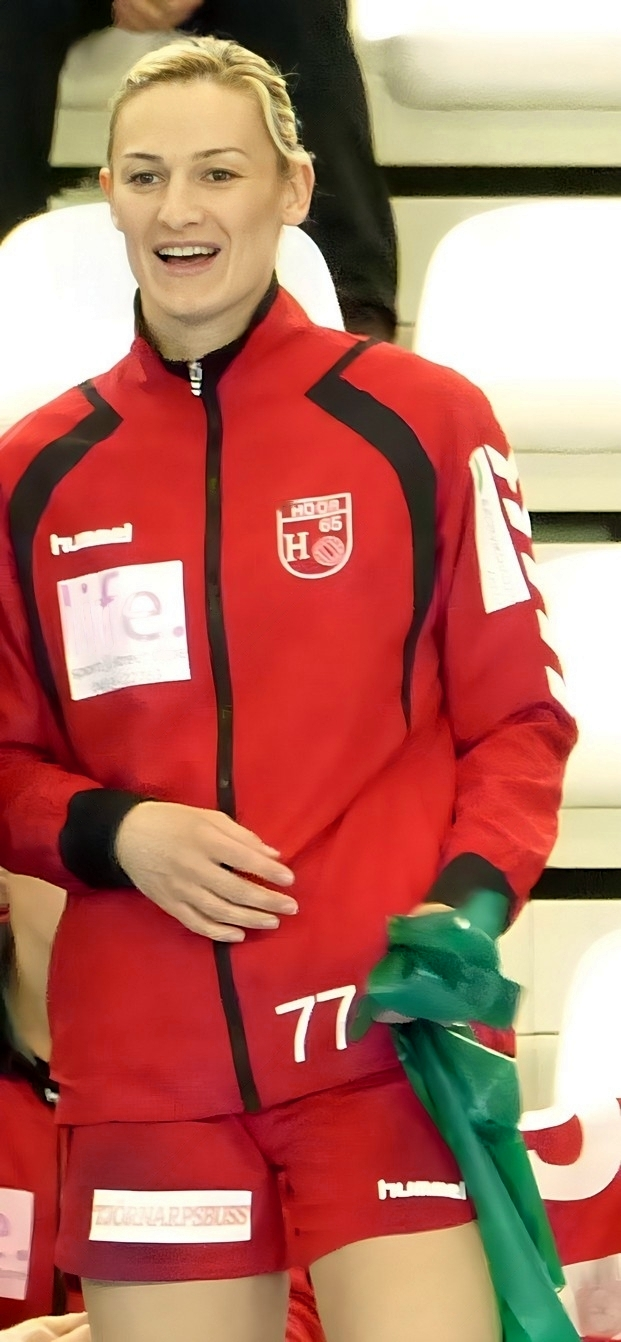
Jasmina Djapanovic, 2014.

Jasmina "Nina" Djapanovic (Đapanović), ursprungligen Ninić, född 2 april 1985 i Zrenjanin i dåvarande SFR Jugoslavien, är en serbisk-svensk tidigare handbollsspelare (högernia). Hon är främst förknippad med den svenska klubben H65 Höör, där hon spelade under elva år (2006–2017). Hon var med hela vägen från H65 Höörs spel i division 2 till avancemang till högsta ligan och slutligen att vinna SM-guld 2017.

## Karriär
Jasmina Djapanovic började spela handboll vid 14 års ålder i hemstaden. Det gick mycket bra och efter två år började hon spela för Röda Stjärnan i Belgrad. Hon fick spela i det serbiska juniorlandslaget och ungdomslandslaget. År 2006 skulle Jasmina Djapanovic börja en proffskarriär i danska ligan i Holbæk i den nybildade klubb Holbaek Elite Sport. Klubben gick under första hösten i konkurs.
Djapanovics spelaragent fick kontakt med H65 Höör och i december 2006 kom Djapanovic till H65 Höör för att spela handboll i dåvarande division 1 södra. Trots att klubben degraderades till division 2 år 2007 spelade hon kvar. 2008 återvände även målvakten Jannike Nordström till sin moderklubb från Eslöv. Dessa två nyckelspelare tog klubben tillbaka till division 1, och spelade där några säsonger. Jasmina Djapanovic var en av de viktigaste spelarna och vann skytteligan i division 1. Våren 2011 tog man sig till Elitserien efter att ha blivit tvåa i nybildade damallsvenskan efter Örebro SK. Då flyttades ettan och tvåan upp i elitserien. Den säsongen ådrog sig Djapanovic en korsbandsskada i slutet av säsongen och premiärsäsongen i elitserien blev svår för H65 Höör som var mycket skadedrabbat.
Redan nästa säsong gick det mycket bättre och tack vare återbud fick H65 spela i Challenge Cup och det gick mycket bra för klubben som tog sig till semifinal. Året efter vann man Challenge Cup. I Europacupmatcherna har Djapanovic gjort hela 197 mål.
H65 hörde till de bästa lagen i svenska eliten. År 2017 kröntes framgångssagan med att H65 Höör vann SM-guld genom att besegra Sävehof i finalen i Malmö Arena den 27 maj 2017. Djapanovic hade varit skadad under säsongen och inte fått så mycket speltid under säsongen. Oftast fick hon spela på högerkanten och inte på niometer. Efter säsongen slutade Jasmina Djapanovic med handbollen men H65 Höör valde att hissa hennes tröja nr 77 i hallen och ärade på detta sätt sin trotjänare, som varit med på hela resan från division 2 svenska mästerskapstiteln.

## Landslaget
2013 ansökte Djapanovic om permanent uppehållstillstånd i Sverige. I början av 2014 fick hon uppehållstillstånd. Efteråt fick hon också svenskt medborgarskap. Inför OS-kvalet 2016 hade högernian Anna-Maria Johansson tackat nej till landslaget. Helle Thomsen tog då ut Jasmina Djapanovic till detta kval. Så fick Djapanovic landslagsdebutera för Sverige. Det blev bara tre landskamper 2016. I Serbien har Djapanovic bara spelat i junior- och ungdomslandslag.

## Klubbar
- Röda Stjärnan (2001–2003?)
- ZRK Knjaz Milos (2003–2006?)
- Holbaek Elite Sport (2006–dec 2006)
- H65 Höör (dec 2006–2017)
- Ystads IF (2019–2020)

## Meriter
- Challenge Cup-segrare 2014 med H65 Höör
- SM-guld 2017 med H65 Höör